# Benedykt Krawiec
Benedykt Krawiec pseud. „Cetera”, „Gruby”, „Rzeźnik” (ur. 14 marca 1901 w Nagórzanach, zm. 14 stycznia 1971 w Krakowie) – działacz komunistyczny, oficer UB.

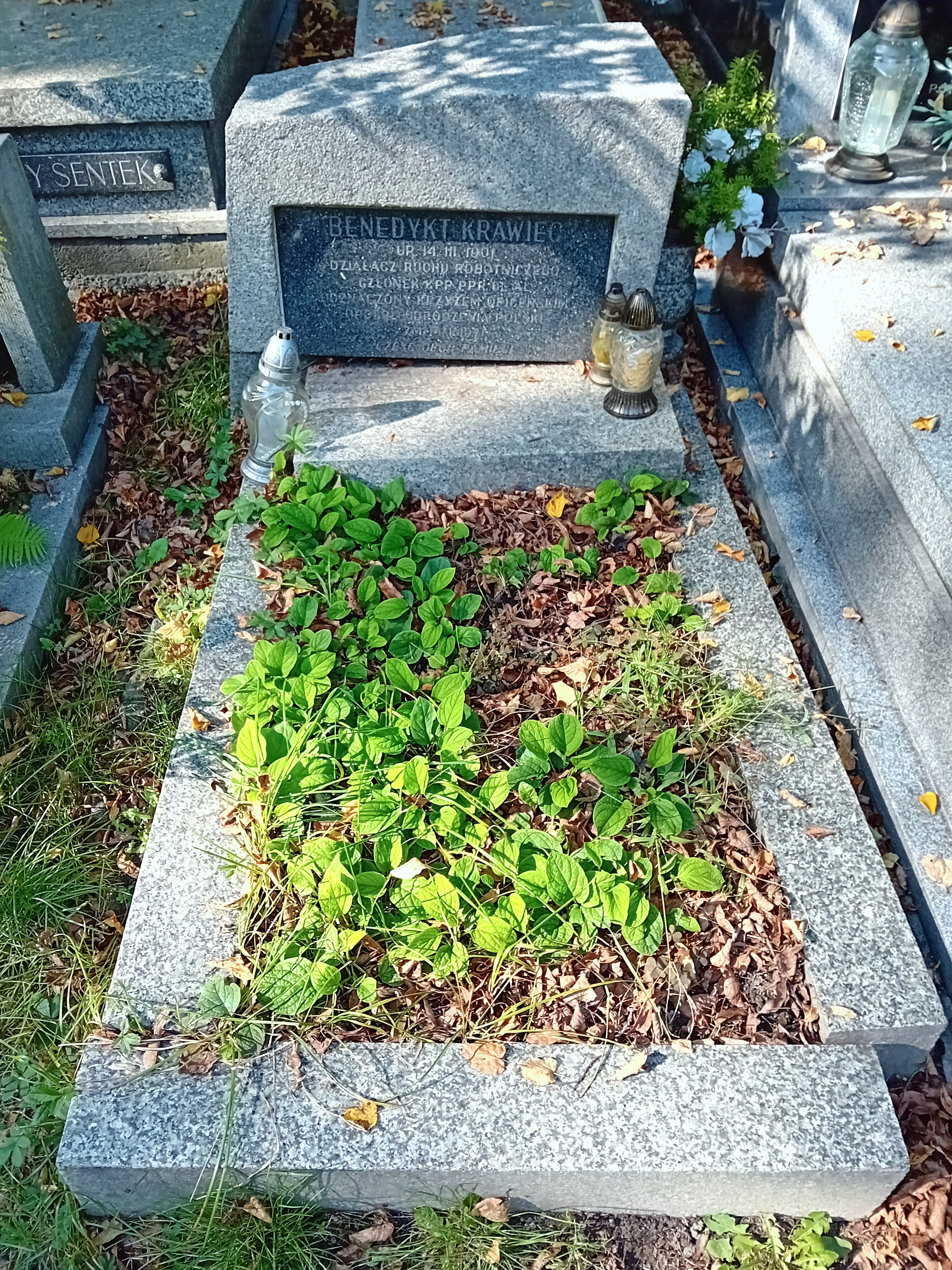
Nagrobek Benedykta Krawca

## Życiorys
Syn Zofii. Skończył szkołę podstawową w Nowotańcu i od 1914 był pomocnikiem szybowym w rafinerii w Sanoku i Borysławiu. 1924-1926 organizował NPCh w okręgu Sanok-Krosno-Rzeszów i brał udział w wiecach, kolportował prasę i literaturę komunistyczną. Sympatyk KPP, a od 1932 jej członek. 1926-1931 pracował w Argentynie jako robotnik portowy i rzeźnik, wydalony za działalność komunistyczną i organizowanie strajków, 1931-1932 przebywał we Francji, skąd został deportowany z powrotem do Polski i w Krakowie wstąpił do KPP i MOPR. Pracował jako rzeźnik. Organizował kolportaż nielegalnej literatury komunistycznej i pomoc dla uwięzionych komunistów. W 1939 został wybrany na radnego w dzielnicy Zarzecze.
Po wybuchu II wojny światowej od jesieni 1939 był w konspiracyjnej grupie komunistów działającej w dzielnicy Pogórze, wiosną 1941 nawiązał kontakty z organizacją Rewolucyjne Rady Robotniczo-Chłopskie "Młot i Sierp" i brał udział w rozmowach na temat koordynacji pracy podziemnej tych grup. Zimą 1942 wraz z Tadeuszem Sieradzkim (późniejszym szefem powiatowego UB w Sanoku) zorganizował "piątkę" PPR. Od marca 1942 członek trzyosobowego kierownictwa Komitetu Dzielnicowego (KD) PPR Kraków-Zachód. Kierował drukarnią pisemka PPR "Trybuna Ludowa", dla której dostarczył powielacz, oraz kierował techniką PPR w Krakowie i organizował kolportaż prasy PPR do Zagłębia i Rzeszowskiego. Jako jeden z dowódców GL w Krakowie dostarczał materiały wybuchowe i prowadził szkolenie pirotechniczne. Poszukiwany przez gestapo, ukrywał się, a w marcu 1943 udał się do powiatu sanockiego, gdzie zorganizował oddział partyzancki GL. W latach 1944–1945 działacz PPR i AL w powiecie krakowskim i olkuskim.
U schyłku wojny 7 lutego 1945 został wywiadowcą w Wydziale Kontrwywiadu w Wojewódzkim Urzędzie Bezpieczeństwa Publicznego (WUBP) w Krakowie. Od 1 maja 1945 był starszym referentem w Wydziale Personalnym WUBP w Krakowie, a od 10 czerwca 1945 zastępcą kierownika Sekcji Informacji WUBP w Krakowie. Od 1 grudnia 1945 do 1 lutego 1947 był p.o. zastępcą naczelnika Wydziału Więziennictwa i Obozów WUBP w Krakowie, po czym został zwolniony na własną prośbę. 10 sierpnia 1946 otrzymał naganę za znęcanie się nad jeńcami wojennymi podczas przesłuchiwań Komisji Kwalifikacyjno-Kontrolnej w COP w Jaworznie oraz przywłaszczanie ich rzeczy (po informacji z 25 czerwca 1946 do WUBP w Krakowie). Od 27 stycznia 1947 do 1 lutego 1947 w stopniu chorążego był w dyspozycji dyrektora w Warszawskim Biurze Personalnym Ministerstwa Bezpieczeństwa Publicznego.
Następnie pracował na różnych stanowiskach w gospodarce państwowej w Krakowie i Sanoczku, od 1956 na rencie dla zasłużonych. Od 1958 ponownie mieszkał w Krakowie. Był odznaczony m.in. Krzyżem Kawalerskim Orderu Odrodzenia Polski i Krzyżem Partyzanckim. Zmarł 14 stycznia 1971 w Krakowie. Został pochowany na cmentarzu Rakowickim w Krakowie.